# Ion Nicodim
Ion Nicodim (n. 26 martie 1932, Constanța, România – d. 15 martie 2007, Paris, Franța) a fost artist plastic, ilustrator, pictor de biserici, pictor, sculptor și decorator român.

## Biografie
Provenit dintr-un mediu modest, Ion Nicodim s-a născut in localitatea Pietreni, județul Constanța, în 26 martie 1932. A absolvit Institutul de Arte Plastice „Nicolae Grigorescu” din București, secția „Artă monumentală”, în 1956.
În 1957 s-a căsătorit cu artista Ariana Soreanu / Irina Soreanu, pe care o cunoscuse din studenție, și care a dezvoltat o carieră internațională în domeniul artei textile.
În 1958, a vizitat mari colecții de artă modernă în Uniunea Sovietică, unde a avut posibilitatea să vadă lucrări ale lui Henri Matisse.
În primii ani după studenție, Ion Nicodim a realizat un număr de opere monumentale, tapiserii, mozaicuri, ceramici, consacrându-se îndeosebi picturii.
Laureat al Premiului „Frederic și Cecilia Cuțescu-Storck”, Ion Nicodim s-a instalat la Roma, în 1965, la Accademia di Romania, unde i s-au deschis noi orizonturi. Prima sa expoziție personală la galeria Il Bilico, îl așează alături de artiști deja renumiți, ca Sam Francis, Jean Fautrier, Julius Bissier și  Joan Miró.
În 1968, crezând în scurta tentativă de deschidere spre Occident a regimului comunist român, artistul revine în țară. Speranța a fost însă înșelătoare, întrucât povara de plumb s-a instalat curând, din nou, peste țară și a izolat-o de lumea artistică internațională. Deși autoritățile i-au recunoscut talentul, tapiseria sa „Cântare omului” fiind oferită de guvernul român, în 1970, sediului ONU de la New York, acestea n-au încetat să-i păcălească libertatea de creație și să-l priveze de orice deplasare în străinătate.
Nu a reușit să treacă frontierele României decât în 1977, invitat fiind de „Cité internationale des arts de Paris”, pentru o ședere de mai mulți ani, și aceasta în pofida invitației făcute de ONU, în 1976, care îl numește Planetary Citizen, alături de personalități din lumea întreagă:  Martin Luther King, Darius Milhaud, Pablo Casals, Arthur Miller, Yehudi Menuhin, Leopold Stokowski, Abatele Pierre, etc.
Dar artistul nu a uitat niciodată pictura, precum o dragoste din tinerețe... Ultimele sale mari expoziții personale din 2006, la Château Royal de Collioure și la Caen, în prestigioasa Abbaye aux Dames, regrupează atât pânze, sculpturi cât și instalații.
Proiectând până la ultima suflare realizarea unui Memorial al Gulagului românesc, concurs organizat de Ministerul român al Culturii, pe care-l câștigase la începutul anilor 1990, artistul s-a stins din viață la Paris, cu zece zile înainte de a fi împlinit 75 de ani, la 15 martie 2007, în urma unui cancer.
În afară de opera sa artistică, după Ion Nicodim au rămas numeroasele sale carnete – un soi de jurnal intim, pe care-l ținea în mod riguros la zi.

## Operă
S-a remarcat prin peisaje („Punct pescăresc”, „Lacul”), portrete, lucrări decorative în mozaic („Școala”) și tapiserii („Cântare omului”, în momentul actual se află la sediul UNESCO, „Ziua și noaptea”).
După ce în 1977 s-a stabilit la Paris, Ion Nicodim a avut numeroase expoziții de grup și personale în România, Italia (Padova, Roma), Franța (Cannes, Paris).
A pictat, în întregime, o biserică din Slobozia, județul Ialomița. A ilustrat o carte cu texte de Emil Cioran, dăruită de România lui François Mitterrand, președintele Republicii Franceze, între anii 1981-1995.
După căderea regimului lui Ceaușescu, Ion Nicodim a realizat o lucrare monumentală din bronz, cu o intensă putere dramatică, dedicată „Victimelor anonime”, care a fost instalată în Piața Revoluției din București, chiar la începutul anilor 1990.
Ion Nicodim a avut titlul de „Cetățean de onoare al Municipiului Constanța”.

## Premii
- 1964 — Premiul Uniunii Artiștilor Plastici din România;
- 1968 — Premiul UNESCO;
- 1992 — Premiul Herder.

## Distincții
- Ordinul „Meritul Cultural” clasa a III-a (1968) „pentru activitate deosebită în domeniul artelor plastice”[5]